# Carles Gumersind Vidiella i Esteba

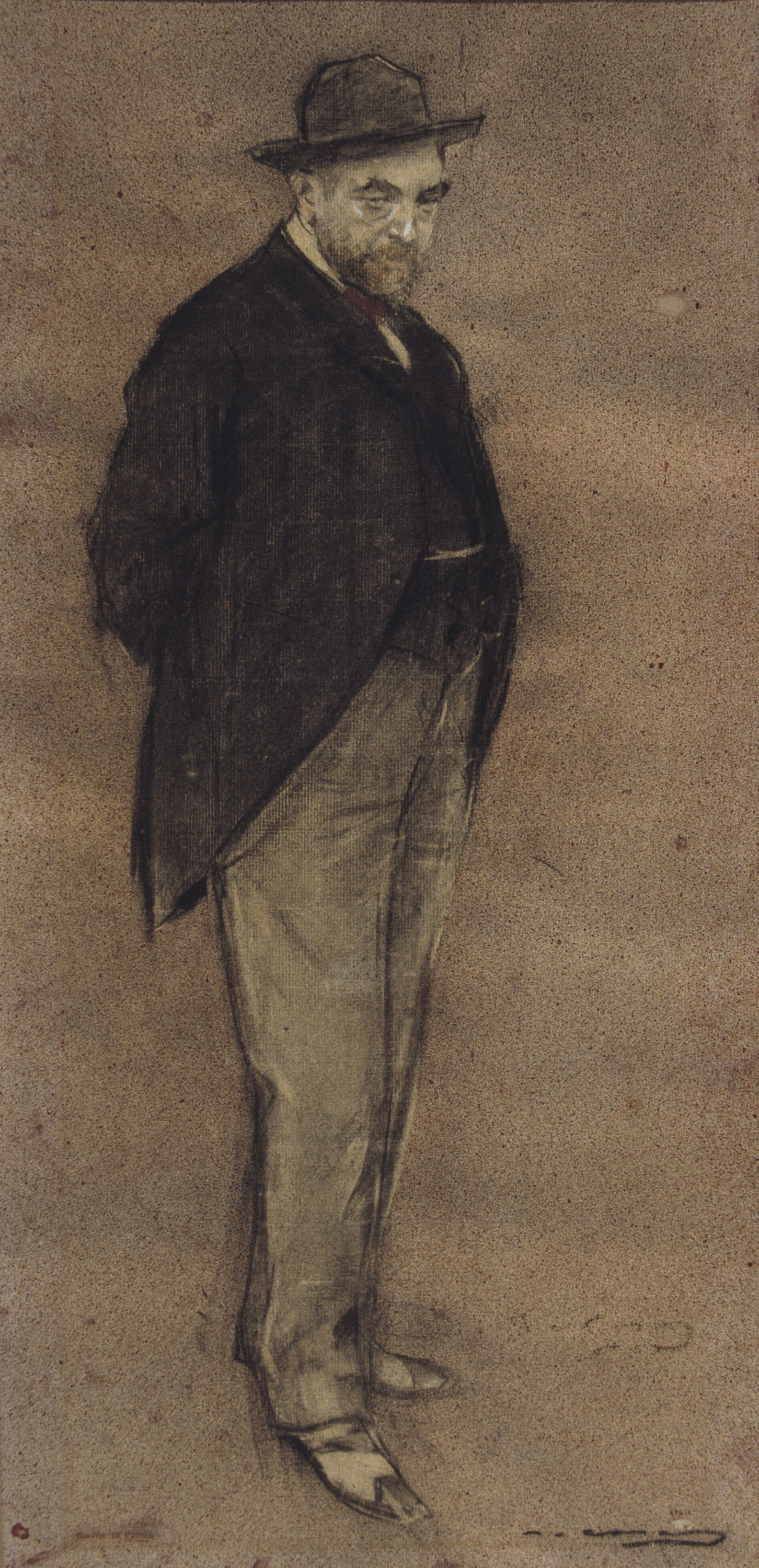
Carles Gumersind Vidiella porträtiert von Ramon Casas

Carles Gumersind Vidiella i Esteba (* 12. Mai 1856 in Arenys de Mar; † 4. Oktober 1915 in Barcelona) war ein katalanischer Pianist, Musikpädagoge und Komponist. Vidiella war eine der wichtigsten Figuren der Katalanischen Pianistenschule im ausgehenden 19. und beginnenden 20. Jahrhundert.

## Leben und Wirken
Mit vier Jahren zog er nach Barcelona, wo er Schüler bei von Joan Baptista Pujol wurde. Im Jahr 1877 ging er zum Studium bei Antoine François Marmontel nach Paris. Im Jahr 1879 debütierte er mit großem Erfolg in der französischen Hauptstadt bei einem Konzert in der spanischen Selektion auf der Weltausstellung. Vidiella wechselte seine Konzerttätigkeiten mit Phasen, in denen er vorwiegend klavierpädagogisch aktiv war.
Vidiella war Mitglied der 1888 gegründeten Musikvereinigung Barcelona. Sein Vortragsstil war durch eine nahezu perfekte Phrasierung gekennzeichnet. Er unterließ jegliche Effekthascherei und Künstlichkeit. Sein Repertoire umfasste im Wesentlichen Werke von Domenico Scarlatti, Wolfgang Amadeus Mozart, Felix Mendelssohn Bartholdy, Ludwig van Beethoven, Frederic Chopin und Robert Schumann. Er gründete eine private Klavierakademie, die seinen Namen trug.
1906 komponierte er eine Romanza für Klavier. Bis zu seinem Ruhestand im Jahr 1914 gab Vidiella zahlreiche Konzerte. Bedeutende Schüler von Carles Vidiella waren Joaquim Nin i Castellanos und Robert Goberna.